# Renault Fuego

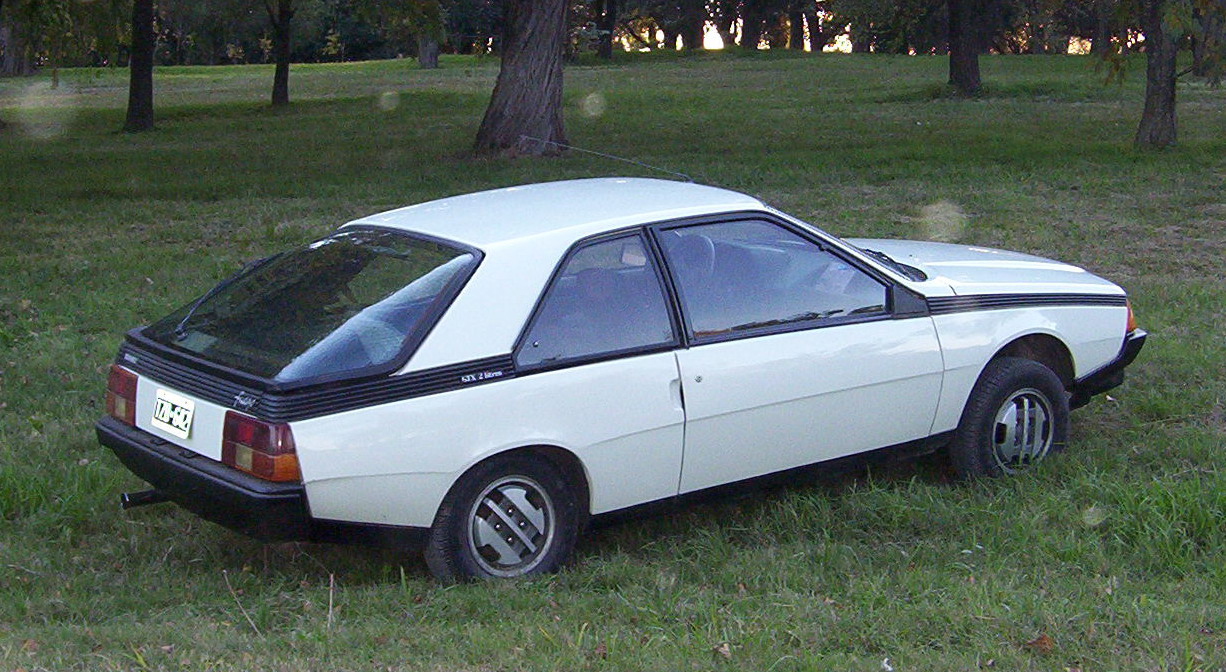
Renault Fuego GTX från 1981

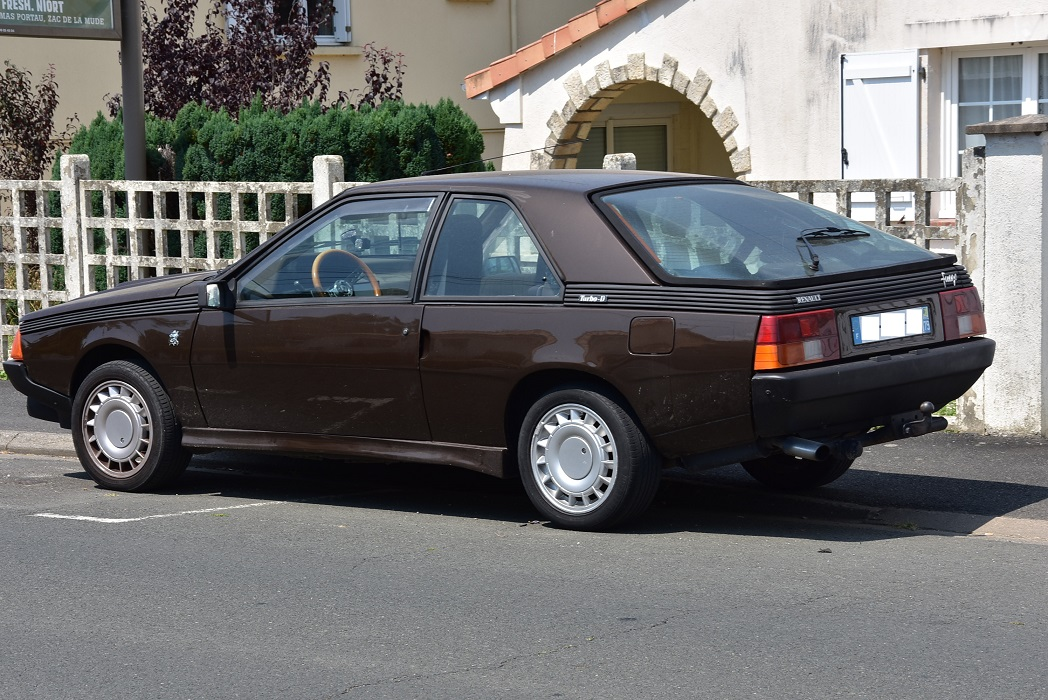
Turbodiesel, 1982

Renault Fuego var en tre dörrars coupémodell som tillverkades i Frankrike mellan 1980 och 1987 och i Argentina från 1981 till 1992. Modellen, som baserades på mellanklassmodellen Renault 18, ersatte coupémodellerna av Renault 15 och Renault 17.
Fuego fanns både med diesel- och med turbovarianter och var världens snabbaste dieseldrivna personbil. Fuego fick ingen "ersättare" förrän när Laguna Coupé kom 2008.